# Хайме Алгерсуари
Хайме Алгерсуари (на испански: Jaime Alguersuari, роден на 23 март 1990 г. в Барселона) е испански автомобилен състезател, най-младият пилот в историята на Формула 1.

## Биография
Роден е на 23 март 1990 г. в Барселона, Испания, в заможно семейство.

### Ранни състезателни години
Започва своята състезателна кариера в серии с болиди с открити колела през 2005 г., състезавайки се в италианската Формула-Джуниър 1600, където завършва на трето място в класирането. Участва също и в две състезания от Европейската купа Формула-Рено, карайки състезателна машина на Carlin Motorsport.
През 2006 г. участва в Италианската Формула-Рено и Еврокупата, заемайки 10-о и 12-о места, а също така и в Зимните серии Италианската Формула-Рено.
През 2007 година Хайме завършва сезона в Италианските серии, ставайки вицешампион след Мики Мяки, а в Еврокупата става пети.

### Формула 3
Участва в Британската Формула 3 през Сезон 2008 с екипа на Carlin Motorsport. След продължителна борба през сезона, между Алгерсуари, Хартли, Терви и Серхио Перес, Алгерсуари печели трите последни състезания за сезона и спечелва титлата.
Той става най-младия шампион в историята на този шампионат, печелейки титлата на 18 г. и 203 дни. Същата година заменя контузения Марк Уебър в „Състезанието на шампионите“, проведено на стадион Уембли, през месец декември.

### Формула 1
През 2009 година Алгерсуари получава чудесната възможност да бъде резервен пилот на два екипа от Формула 1 едновременно - Ред Бул Рейсинг и Скудериа Торо Росо, заменяйки Хартли — друг пилот от програмата за пилоти на Red Bull Джуниър, във втората половина на сезон 2009.
Само след няколко седмици, непосредсвенно преди състезанието за Голямата награда на Унгария 2009, титулярният пилот на Торо Росо - Себастиен Бурде е уволнен и Алгерсуари го заменя на пилотското място.
В своя дебют на пистата Хунгароринг, Унгария, Хайме счупва рекорда на Майк Такуел за най-млад пилот в историята на Формула 1, започвайки уикенда когато е на 19 години и 125 дни.
В самото състезание се движи на последно място, но поради грешка на неговия съотборник Себастиен Буеми става предпоследен и финишира на 15 място.